# Philipp M. Schmutzer
Philipp Maximilian Schmutzer (ur. 31 grudnia 1821 w Chotovicach, Czechy; zm. 17 listopada 1898 w Feldkirch w Austrii) – austriacki muzyk i kompozytor.

## Życiorys
Philipp Maximilian Schmutzer jako syn nauczyciela muzyki zetknął się już we wczesnej młodości z muzyką poważną. W późniejszych latach studiował wiolonczelę w praskim konserwatorium. W 1840 został muzykiem orkiestrowym w Grazu, a rok później dyrygentem w Wels. W roku rewolucji 1848 przeniósł się do Vorarlbergu, gdzie w katedrze św. Mikołaja kierował chórem i orkiestrą kościelną i założył w 1862 koło muzyczne, którym też wiele lat kierował.
Kompozytorski dorobek Schmutzera sięga od muzyki kameralnej, mszy i motetów, pieśni i dzieł chóralnych po poematy symfoniczne jak Die Schlacht (Bitwa) i symfonie jak np. Hiob. Philipp M. Schmutzer był również rozchwytywanym nauczycielem muzyki, a wśród jego uczniów był m.in. kompozytor Josef Rheinberger. Jego dwaj synowie: Anton Schmutzer (1864–1936), kompozytor m.in. hymnu kraju związkowego Vorarlberg (Austria), i Philipp Schmutzer junior (1868-1937) odziedziczyli także zawód ojca.

## Wybrane utwory
- Symfonia Hiob, d-moll (1860)
- Die Schlacht – Poemat symfoniczny (1892)